# Bakhtawar Khan Mohammad

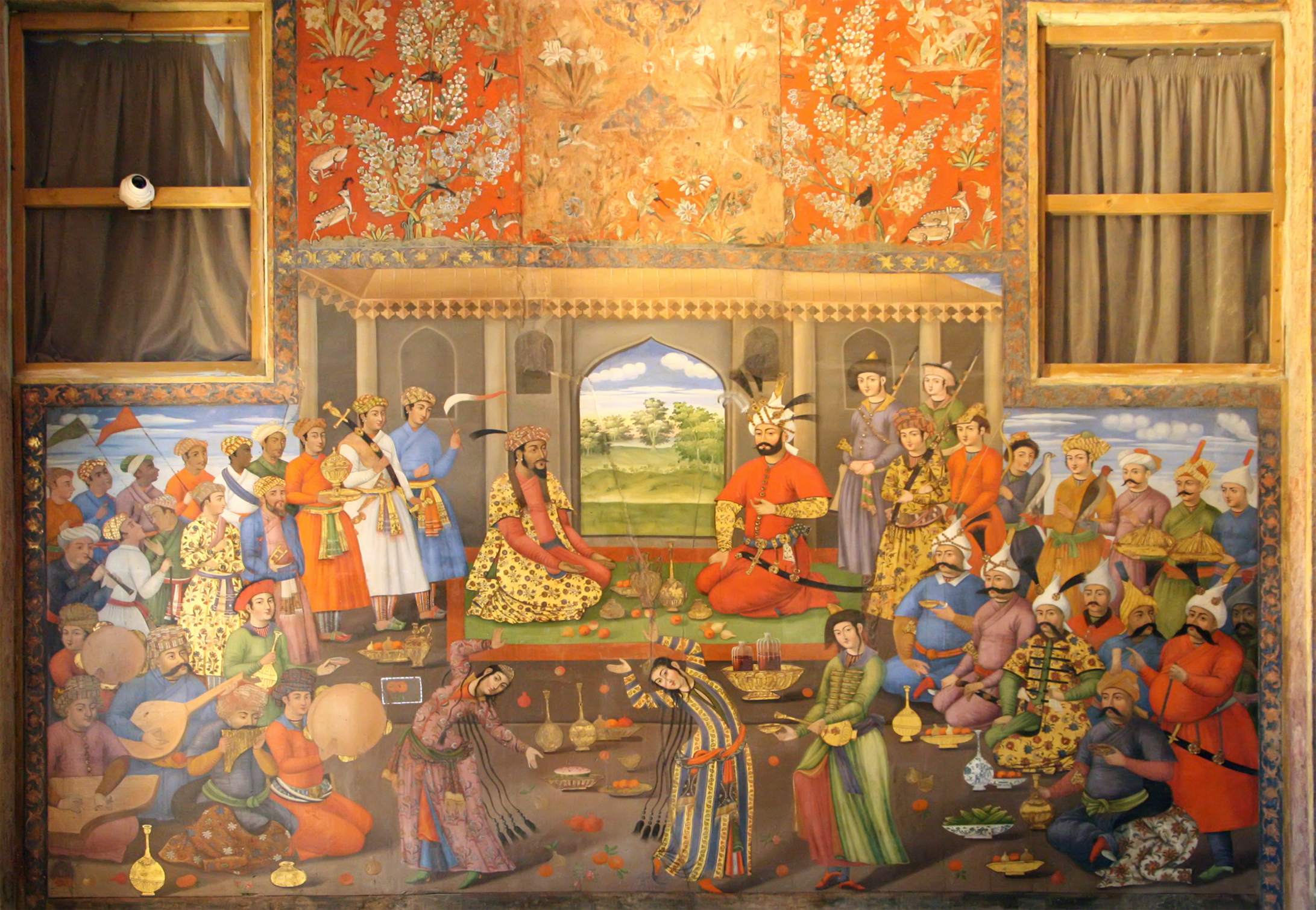
Großmogul Humayun am Hofe des Schahs von Persien Tahmasp I bei der Feier des Nawrozfestes.

Bakhtawar Khan Mohammad, oder einfach nur Bakhtawar, (persisch: بختورخان، محمد, geboren 1620 in Persien; gestorben 19. Februar 1685 nahe Delhi) war ein persischer Historiker, Dichter, Beamter und später auch persönlicher Berater des Königs am Hofe des Großmoguls Aurangzeb.

## Leben
Bakhtawars Familie immigrierte, wie viele persische Dichter und Händler in der Frühen Neuzeit, von Persien in das Mogulreich, wo vor allem persischsprachige Menschen auf dem Hof sehr gefragt waren und einen wichtigen Teil des Adels ausmachten.